# والس بهاری
والس بهاری (کره‌ای: 봄의 왈츠; لاتین‌نویسی اصلاح‌شده: Bomui Walcheu) یک مجموعهٔ تلویزیونی کره جنوبی در سال ۲۰۰۶ به کارگردانی یون سوک هو و با بازی سو دو یونگ، هان هیو جو، دنیل هنی و لی سو یون است. این مجموعه از ۶ مارس تا ۱۶ مه ۲۰۰۶، روزهای دوشنبه ساعت ۲۱:۵۵ (کی‌اس‌تی) از کی‌بی‌اس۲ برای ۲۰ قسمت پخش شد.